# 859 до н. е.

## Події
- Ассирія: цар Салманасар (Шульману-ашареду) ІІІ в перший рік свого правління здійснив похід на Урарту.